# Демієнь
Демієнь, Демієні (рум. Dămieni) — село у повіті Муреш в Румунії. Входить до складу комуни Ереміту.
Село розташоване на відстані 261 км на північ від Бухареста, 24 км на схід від Тиргу-Муреша, 97 км на схід від Клуж-Напоки, 122 км на північний захід від Брашова.

## Населення
За даними перепису населення 2002 року у селі проживали 273 особи, з них 270 осіб (98,9%) угорців. Рідною мовою 270 осіб (98,9%) назвали угорську.